# Damir Polančec
Damir Polančec, hrvaški politik * 25. junij 1967 Koprivnica, SR Hrvaška, SFR Jugoslavija. 
Od leta 2008 do 2009 je bil minister za gospodarstvo, delo in podjetništvo in od leta 2005 do 2009 kot namestnik hrvaškega ministra v kabinetih dveh premierjev, Iva Sanaderja in Jadranke Kosor.
30. oktobra 2009 je Polančec odstopil z navedbo, da se vladi in stranki ne sme škodovati zaradi obtožb, ki so mu bile izrečene zaradi slabega upravljanja Podravke.
30. marca 2010 je policija priprla Polančeca in enota USKOK ga je zaslišala zaradi njegove vpletenosti v nekatere finančne transakcije med Podravko, skupino MOL in banko OTP. Okrožno sodišče v Zagrebu je Polančecu odredilo daljši pripor in na njegovo zahtevo tudi blokiralo njegova posestva.
Polančec je bil 15. oktobra 2010 obsojen na 15 mesecev zapora zaradi ločenega primera zlorabe pooblastil, ker je vukovarskemu odvetniku odobril izmišljeni strošek v zameno umika klientovih tožb proti vladi.